# Clifton C. Edom
Clifton C. Edom (12. února 1907 – 30. ledna 1991) byl americký fotožurnalista. Byl zakladatelem organizace Pictures of the Year International. Narodil se ve vesnici Baylis ve státě Illinois. V roce 1925 získal učitelský certifikát na Western Illinois State Teachers College a později pracoval pro několik novin. Později řadu let působil na University of Missouri. V roce 1991 založila organizace National Press Photographers Association cenu Cliftona C. Edoma.